# Hygrophorus lucorum
Hygrophorus lucorum är en svampart som beskrevs av Kalchbr. 1874. Hygrophorus lucorum ingår i släktet Hygrophorus och familjen Hygrophoraceae.  Artens status i Sverige är: Ej påträffad. Inga underarter finns listade i Catalogue of Life.

## Källor

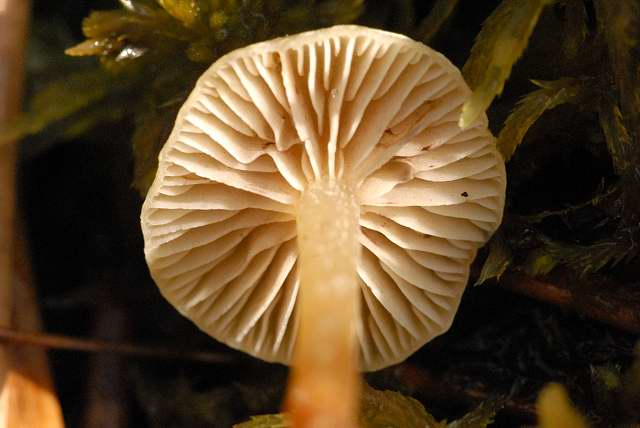